# Československá nová vlna
Československá nová vlna je pojem používaný pro generaci československých filmových scenáristů a režisérů začínajících tvořit v 60. letech 20. století, jako jsou Miloš Forman, Věra Chytilová, Ivan Passer, Jaroslav Papoušek, Antonín Máša, Pavel Juráček, Jiří Menzel, Jan Němec, Ester Krumbachová, Jaromil Jireš, Evald Schorm, Jan Schmidt, Juraj Herz, Juraj Jakubisko, Dušan Hanák nebo Elo Havetta, a pro jejich tehdejší tvorbu.
Jde o jeden z umělecky nejvýznamnějších trendů v celé historii československé kinematografie, který měl velký ohlas v mezinárodním měřítku. Filmy nové vlny byly uváděny na prestižních festivalech v Benátkách, Cannes či v Mannheimu a dokonce soutěžily i o Oscary. Za startovní dílo československé nové vlny, které předznamenalo nastupující moderní filmovou poetiku, bývá označován slovenský film Slnko v sieti režiséra Štefana Uhera z roku 1962.
K tvorbě nové vlny bývají někdy mylně řazena i některá další pozoruhodná a ceněná díla české kinematografie 60. let, realizovaná režiséry střední a starší generace. Jde například o Františka Vláčila (a scenáristy Vladimíra Körnera a Františka Pavlíčka), Karla Kachyňu (a scenáristu Jana Procházku), Vojtěcha Jasného či Zbyňka Brynycha.

## Okolnosti vzniku a charakteristika

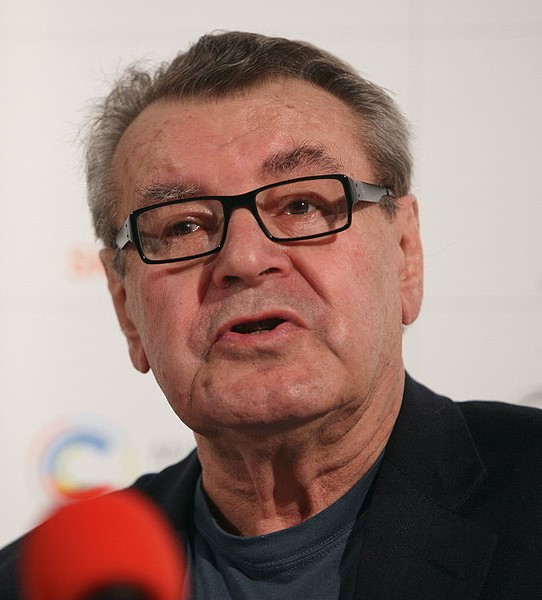
Miloš Forman, představitel nové vlny, jehož kariéra pokračovala po roce 1968 v zahraničí

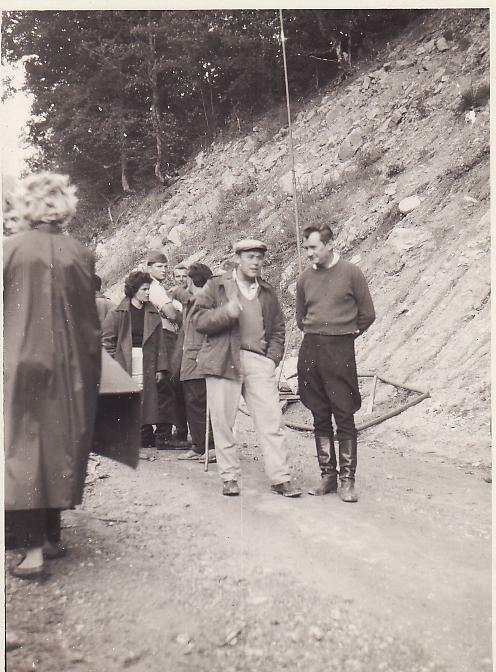
Momentka z roku 1961, z natáčení filmu "Pieseň o sivom holubovi"

Společensky kritické a formálně originální filmy československé nové vlny mohly vzniknout díky vyspělé filmové škole, široké základně mladých filmařů studujících v 50. a 60. letech, liberalizaci socialistického režimu na začátku šedesátých let a také částečnému uvolňování cenzury. Studenti a studentky FAMU měli přístup k filmům francouzské nové vlny a dalším uměleckým filmům, díky nimž vstřebávali moderní impulzy světové kinematografie. Během několika let debutovalo několik výrazných autorských osobností, které mohly natáčet i díky příhodnějším podmínkám panujícím v tehdejší dramaturgii československých filmových studií. První celovečerní debuty autorů české nové vlny se objevují v roce 1963, na Slovensku jako první z okruhu tamější nové vlny debutuje Juraj Jakubisko v roce 1967.
Charakteristickým znakem filmů nové vlny byly dlouhé, často improvizované dialogy, černý až absurdní humor a obsazování neherců (Ladislav Jakim, Jan Vostrčil, Josef Šebánek, Milada Ježková a další) či zatím neokoukaných hereckých interpretů, jejichž projev působil přirozeně a nebyl zatížen manýrou (Vladimír Pucholt, Josef Abrhám, Jan Kačer, Jana Brejchová, Hana Brejchová, Věra Křesadlová a další). Filmy nové vlny se často věnovaly tématům jako milostné poblouznění mladých lidí a jejich střet se zástupci starších generací či reflektovaly pokřivenou morálku společnosti. Autoři chtěli zachycovat přirozenou lidskost a postavy jejich filmů nebyly černobílé ani schematické jako v dřívějších filmech socialistického realismu, vyznačovaly se dobrými i zápornými vlastnostmi.
Režiséři se snažili nepřikrášlovat realitu a jejich filmy obsahovaly nenaaranžované či zdánlivě nenaaranžované scény (viz filmy Miloše Formana, Ivana Passera nebo Jaroslava Papouška). Jiní autoři se naopak vydali cestou stylizovaného, experimentálního vyjádření, které znaky běžné reality ve větší či menší míře záměrně popíralo (viz díla Věry Chytilové, Juraje Jakubiska nebo Ela Havetty). Na dílech nové vlny měly významný podíl osobnosti, s nimiž mladí tvůrci opakovaně spolupracovali: kameramani Jaroslav Kučera, Miroslav Ondříček nebo Jan Čuřík, hudební skladatelé Zdeněk Liška či Jan Klusák nebo filmová výtvarnice Ester Krumbachová.

## Žánrová různorodost

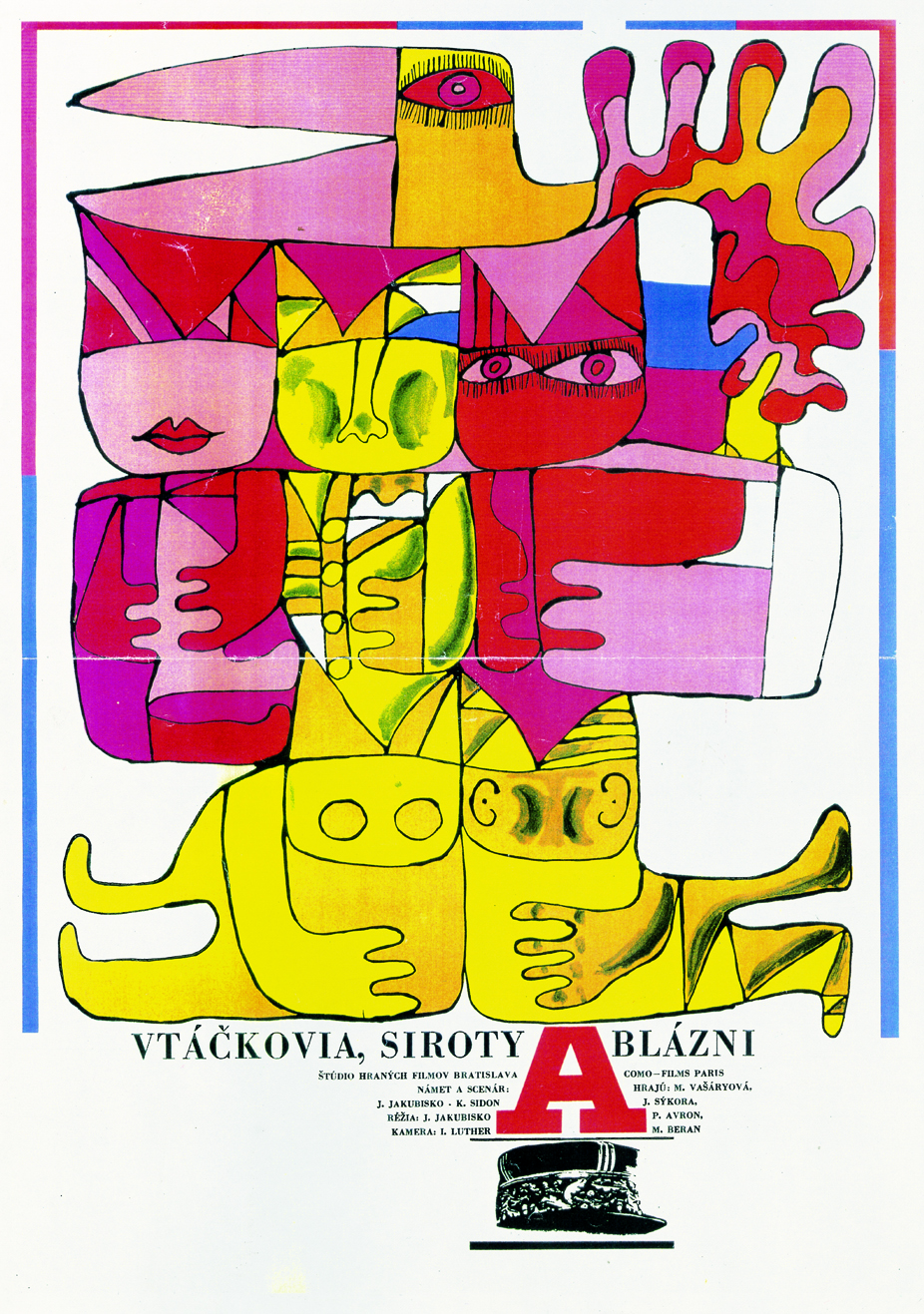
Plakát k filmu Juraje Jakubiska Vtáčkovia, siroty a blázni, který v rámci nové vlny zastupuje linii podobenství

Filmy československé nové vlny pokrývaly několik různých tendencí a žánrů. Největší divácký ohlas měly v době uvedení tragikomedie; Hoří, má panenko i Ostře sledované vlaky vidělo v kinech přes milion diváků. Oba tyto snímky také získaly nominace na Oscara v kategorii nejlepší cizojazyčný film, přičemž druhý ze zmiňovaných zlatou sošku v roce 1968 získal. V jiných filmech nové vlny byly uplatňovány experimentálnější postupy soudobého uměleckého filmu, jako je rozbourání času a prostoru v „pocitových“ filmech Slnko v sieti, Křik či Démanty noci.
V českém i slovenském filmu se s novou vlnou poprvé ve větší míře objevují podobenství, pracující s metaforami a symboly, jež se častokrát dotýkaly tehdejších společensko-politických souvislostí. Tyto snímky mohly být zasazeny přímo do současnosti (Bloudění, Návrat ztraceného syna, Farářův konec, 322), ale i do minulosti (Spalovač mrtvol) či zcela mimo reálný časoprostor (Sedmikrásky, O slavnosti a hostech, Konec srpna v hotelu Ozon, Vtáčkovia, siroty a blázni, Případ pro začínajícího kata nebo Den sedmý, osmá noc).
Významnou součástí hnutí se staly i snímky inspirované dokumentární poetikou cinema verité, jako byly Strop, Pytel blech a O něčem jiném Věry Chytilové, Konkurs a Kdyby ty muziky nebyly Miloše Formana nebo snímek Deň náš každodenný slovenského režiséra Otokara Krivánka. Svébytné dokumentární snímky natáčeli v období 60. let také Evald Schorm, Jaromil Jireš nebo solitér Karel Vachek, který v roce 1963 debutoval snímkem Moravská Hellas.

## Mimo okruh nové vlny

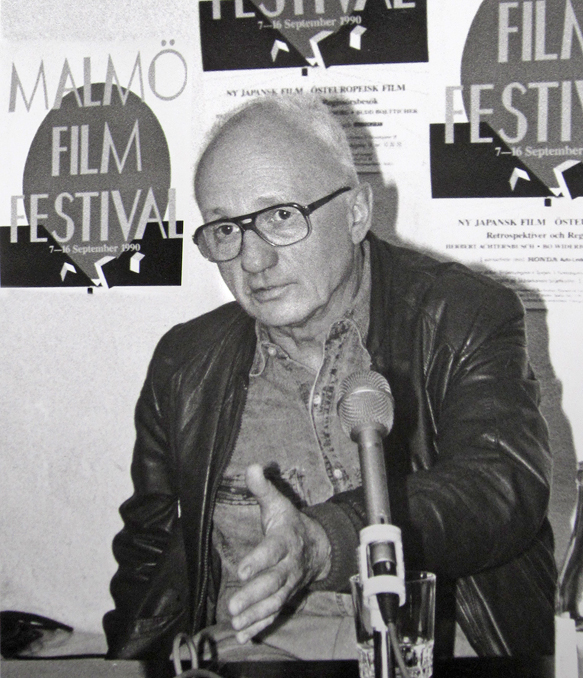
Karel Kachyňa, souputník nové vlny, který v 60. letech natočil některé své nejvýznamnější filmy

Paralelně s novou vlnou tvořili i autoři, kteří debutovali ještě před jejím nástupem ve druhé polovině 50. let a v 60. letech se inspirovali filmovými výboji svých mladších kolegů. Mnozí z těchto režisérů přehodnocovali žánr historického filmu, v němž hrdinové i záporné postavy přestávali být jasně vyhranění. Příkladem mohou být snímky reflektující druhou světovou válku, které natočil Zbyněk Brynych (Transport z ráje nebo …a pátý jezdec je Strach) či Karel Kachyňa (Ať žije republika či Kočár do Vídně). Jiní se vraceli do starších českých dějin: František Vláčil režíroval snímky Marketa Lazarová nebo Údolí včel, Oldřich Daněk natočil filmy Spanilá jízda či Královský omyl. Na Slovensku se o nový či netradiční pohled na vlastní historii pokusili Štefan Uher ve filmu Organ nebo Eduard Grečner ve snímku Drak sa vracia.
Pozoruhodnou obrodou procházela také zábavná žánrová tvorba: v roce 1964 přišel do kin český filmový muzikál režiséra Ladislava Rychmana Starci na chmelu. O rok později ho následoval Roháčův a Svitáčkův snímek Kdyby tisíc klarinetů. V té době vznikla i westernová hudební parodie režiséra Oldřicha Lipského a scenáristy Jiřího Brdečky Limonádový Joe aneb Koňská opera. Vysokou úroveň měly také komedie, s nimiž slavil úspěch Jiří Krejčík (Svatba jako řemen) nebo Zdeněk Podskalský (Světáci) a jež v některých případech obsahovaly prvky společenské kritiky (Jasného Až přijde kocour nebo Podskalského Bílá paní). Mimořádným počinem byl první pokus o český sci-fi film Ikarie XB 1 režiséra Jindřicha Poláka.
Ke svému uměleckému vrcholu dospěli v 60. letech i režiséři Vojtěch Jasný, který za svůj film Všichni dobří rodáci získal cenu na festivalu v Cannes, nebo Otakar Vávra. Po jemně romantické a poetické Romanci pro křídlovku podle stejnojmenné básně Františka Hrubína natočil jeden ze svých nejlepších filmů Kladivo na čarodějnice, v němž se inspiroval reálnými čarodějnickými procesy. Vrcholu dosáhla i tvorba režisérské dvojice Ján Kadár a Elmar Klos, kteří za snímek Obchod na korze získali pro československou kinematografii dalšího Oscara. Silný emoční i symbolický náboj má například i protiválečný snímek režiséra Karla Zemana Bláznova kronika, tematicky spadající do doby třicetileté války. V 60. letech zahájil svoji filmovou dráhu rovněž Jan Švankmajer, jehož díla taktéž nejsou řazena k tvorbě nové vlny, přestože u nich lze vysledovat mnoho paralel s filmy typicky novovlnnými (Zahrada, Byt apod.).

## Zánik nové vlny
Hnutí skončilo nástupem normalizace počátkem 70. let. Miloš Forman, Jan Němec nebo Ivan Passer opustili zemi. Ostatní, kteří zůstali, nemohli u filmu pracovat vůbec (Evald Schorm, Pavel Juráček, Elo Havetta) nebo čelili permanentní cenzuře (Věra Chytilová), případně se postupně přizpůsobili (Jiří Menzel, Jaromil Jireš, Hynek Bočan, Juraj Jakubisko). Příslušníci nové generace, kteří by za jiných okolností plynule navázali na novou vlnu, byli umlčeni hned po realizaci vlastních celovečerních debutů na konci 60. let (Drahomíra Vihanová, Ivan Balaďa nebo Ivan Renč). Část filmů z 60. let byla zakázána a putovala do trezoru. Obnovených či úplných premiér se tyto snímky dočkaly až po změně režimu v roce 1989; byli to například Menzelovi Skřivánci na niti, Jirešův Žert, Bočanův Pasťák, Vihanové Zabitá neděle nebo Juráčkův Případ pro začínajícího kata.

## Dědictví nové vlny
Po listopadu 1989 se v některých českých filmech znovu vyskytly tendence spojované s novou vlnou. Platí to například o snímcích Mrtvej brouk, Indiánské léto, Návrat idiota, Postel, Láska shora nebo Divoké včely, jejichž tvůrci se opět zaměřili na outsidery a zmatenou dospívající mládež či na naturalistické a jízlivé portrétování české společnosti. V některých filmových kritikách a teoretických textech se v této souvislosti hovoří o fenoménu „chcípáctví“ v českém filmu (expresivní termín bývá použit obdivně, kriticky i nezaujatě). Ke vzniku nové české nové vlny s obdobným mezinárodním ohlasem a obdobně originálním způsobem filmového vyjadřování, jako měla ta v 60. letech, však nedošlo.

## Klíčová díla Československé nové vlny
- Slnko v sieti, režie Štefan Uher (1962)
- Černý Petr, režie Miloš Forman (1963)
- O něčem jiném, režie Věra Chytilová (1963)
- Křik, režie Jaromil Jireš (1963)
- Postava k podpírání, režie Pavel Juráček a Jan Schmidt (1963)
- Démanty noci, režie Jan Němec (1964)
- Každý den odvahu, režie Evald Schorm (1964)
- Intimní osvětlení, režie Ivan Passer (1965)
- Nikdo se nebude smát, režie Hynek Bočan (1965)
- Bloudění, režie Antonín Máša a Jan Čuřík (1965)
- Každý mladý muž, režie Pavel Juráček (1965)
- Perličky na dně, povídkový film (1965)
- Ostře sledované vlaky, režie Jiří Menzel (1966)
- Sedmikrásky, režie Věra Chytilová (1966)
- O slavnosti a hostech, režie Jan Němec (1966)
- Mučedníci lásky, režie Jan Němec (1966)
- Lásky jedné plavovlásky, režie Miloš Forman (1966)
- Návrat ztraceného syna, režie Evald Schorm (1966)
- Hotel pro cizince, režie Antonín Máša (1966)
- Konec srpna v hotelu Ozon, režie Jan Schmidt (1966)
- Kristova léta, režie Juraj Jakubisko (1967)
- Hoří, má panenko, režie Miloš Forman (1967)
- Spalovač mrtvol, režie Juraj Herz (1968)
- Žert, režie Jaromil Jireš (1968)
- Rozmarné léto, režie Jiří Menzel (1968)
- Farářův konec, režie Evald Schorm (1968)
- Nejkrásnější věk, režie Jaroslav Papoušek (1968)
- Ohlédnutí, režie Antonín Máša (1968)
- Zběhové a poutníci, režie Juraj Jakubisko (1968)
- Ecce homo Homolka, režie Jaroslav Papoušek (1969)
- Případ pro začínajícího kata, režie Pavel Juráček (1969)
- Ovoce stromů rajských jíme, režie Věra Chytilová (1969)
- Skřivánci na niti, režie Jiří Menzel (1969)
- Den sedmý, osmá noc, režie Evald Schorm (1969)
- 322, režie Dušan Hanák (1969)
- Ptáčkové, siroty a blázni, režie Juraj Jakubisko (1969)
- Slávnosť v botanickej záhrade, režie Elo Havetta (1969)
- Vražda ing. Čerta, režie Ester Krumbachová (1970)
- Valerie a týden divů, režie Jaromil Jireš (1970)